# العلاقات الكاميرونية المنغولية
العلاقات الكاميرونية المنغولية هي العلاقات الثنائية التي تجمع بين الكاميرون ومنغوليا.

## مقارنة بين البلدين
هذه مقارنة عامة ومرجعية للدولتين:
| وجه المقارنة                                              | الكاميرون                      | منغوليا         |
| --------------------------------------------------------- | ------------------------------ | --------------- |
| المساحة (كم2)                                             | 475.44 ألف                     | 1.57 مليون      |
| عدد السكان (نسمة)                                         | 24.05 مليون                    | 3.08 مليون      |
| الكثافة السكانية (ن./كم²)                                 | 50.58                          | 1.96            |
| العاصمة                                                   | ياوندي                         | أولان باتور     |
| اللغة الرسمية                                             | لغة فرنسية، لغة إنجليزية       | اللغة المنغولية |
| العملة                                                    | فرنك وسط أفريقي                | توغروغ منغولي   |
| الناتج المحلي الإجمالي (بليون دولار)                      | 34.80 مليار                    | 11.49 مليار     |
| الناتج المحلي الإجمالي (تعادل القوة الشرائية) بليون دولار | 72.72 مليار                    | 36.16 مليار     |
| الناتج المحلي الإجمالي الاسمي للفرد دولار أمريكي          | 1.22 ألف                       | 3.97 ألف        |
| الناتج المحلي الإجمالي للفرد دولار أمريكي                 | 2.97 ألف                       | 11.95 ألف       |
| مؤشر التنمية البشرية                                      | 0.512                          | 0.727           |
| رمز المكالمات الدولي                                      | +237                           | +976            |
| رمز الإنترنت                                              | .cm                            | .mn             |
| المنطقة الزمنية                                           | توقيت غرب أفريقيا، ت ع م+01:00 | ت ع م+08:00     |

## منظمات دولية مشتركة
يشترك البلدان في عضوية مجموعة من المنظمات الدولية، منها:
| علم المنظمة | اسم المنظمة                                                | تاريخ انضمام الكاميرون | تاريخ انضمام منغوليا |
| ----------- | ---------------------------------------------------------- | ---------------------- | -------------------- |
|             | مؤسسة التنمية الدولية                                      | 10 أبريل 1964          | 14 فبراير 1991       |
|             | يونسكو                                                     | 11 نوفمبر 1960         | 1 نوفمبر 1962        |
|             | وكالة ضمان الاستثمار متعدد الأطراف                         | 7 أكتوبر 1988          | 21 يناير 1999        |
|             | الأمم المتحدة                                              | 20 سبتمبر 1960         | 27 أكتوبر 1961       |
|             | العملية المشتركة للاتحاد الأفريقي والأمم المتحدة في دارفور | ?                      | ?                    |
|             | الفريق المعني برصد الأرض                                   | ?                      | ?                    |
|             | الاتحاد البريدي العالمي                                    | ?                      | ?                    |
|             | البنك الدولي للإنشاء والتعمير                              | 10 يوليو 1963          | 14 فبراير 1991       |
|             | الاتحاد الدولي للاتصالات                                   | 22 ديسمبر 1960         | 27 أغسطس 1964        |
|             | منظمة حظر الأسلحة الكيميائية                               | ?                      | ?                    |
|             | مؤسسة التمويل الدولية                                      | 1 أكتوبر 1974          | 14 فبراير 1991       |
|             | المركز الدولي لتسوية المنازعات الاستشارية                  | 2 فبراير 1967          | 14 يوليو 1991        |
|             | منظمة التجارة العالمية                                     | ?                      | ?                    |
|             | منظمة الشرطة الجنائية الدولية                              | ?                      | ?                    |

## وصلات خارجية
- موقع وزارة الخارجية الكاميرونية
- موقع وزارة الخارجية المنغولية